# Ammotium
Ammotium es un género de foraminífero bentónico de la subfamilia Ammomarginulininae, de la familia Lituolidae, de la superfamilia Lituoloidea, del suborden Lituolina y del orden Lituolida. Su especie tipo es Lituola cassis. Su rango cronoestratigráfico abarca desde el Neocomiense (Cretácico inferior) hasta la Actualidad.

## Discusión
Clasificaciones previas incluían Ammotium en el suborden Textulariina del orden Textulariida, o en el orden Lituolida sin diferenciar el suborden Lituolina.

## Clasificación
Ammotium incluye a las siguientes especies:
- Ammotium alexanderi
- Ammotium angulatum
- Ammotium australiensis
- Ammotium bartheli
- Ammotium bornum
- Ammotium casamancensis
- Ammotium cassis
- Ammotium directum
- Ammotium distinctum
- Ammotium diversum
- Ammotium fragile
- Ammotium hasaense
- Ammotium kaspiensis
- Ammotium leruensis
- Ammotium minutum
- Ammotium morenoi
- Ammotium multiloculatum
- Ammotium nkalagum
- Ammotium nwalium
- Ammotium ossoskovi
- Ammotium palustre
- Ammotium petaliformis
- Ammotium pseudocassis
- Ammotium salsum
  - Ammotium salsum var. distinctus
- Ammotium subdirectum
- Ammotium verae
- Ammotium zhanjiangensis